# Temnotropidae
Temnotropidae là một họ ốc biển. Chúng thuộc nhóm động vật thân mềm chân bụng sống ở biển, trong lớp phân loại Vetigastropoda (according to the taxonomy of the Gastropoda by Bouchet & Rocroi, 2005).

## Chi
- Temnotropis, the type genus [liên kết hỏng]